# Jüdischer Friedhof (Gambach)

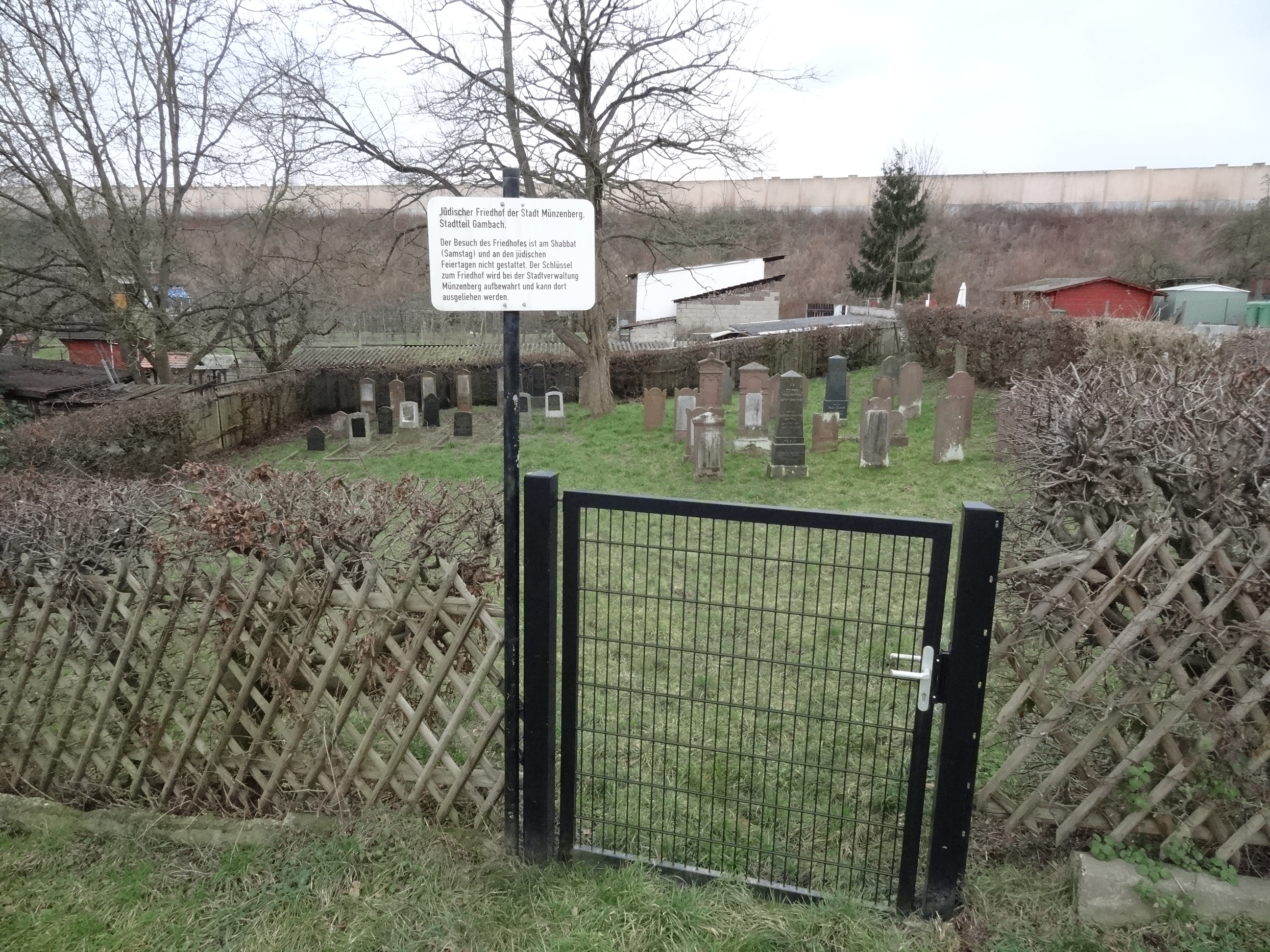
Eingang zum jüdischen Friedhof

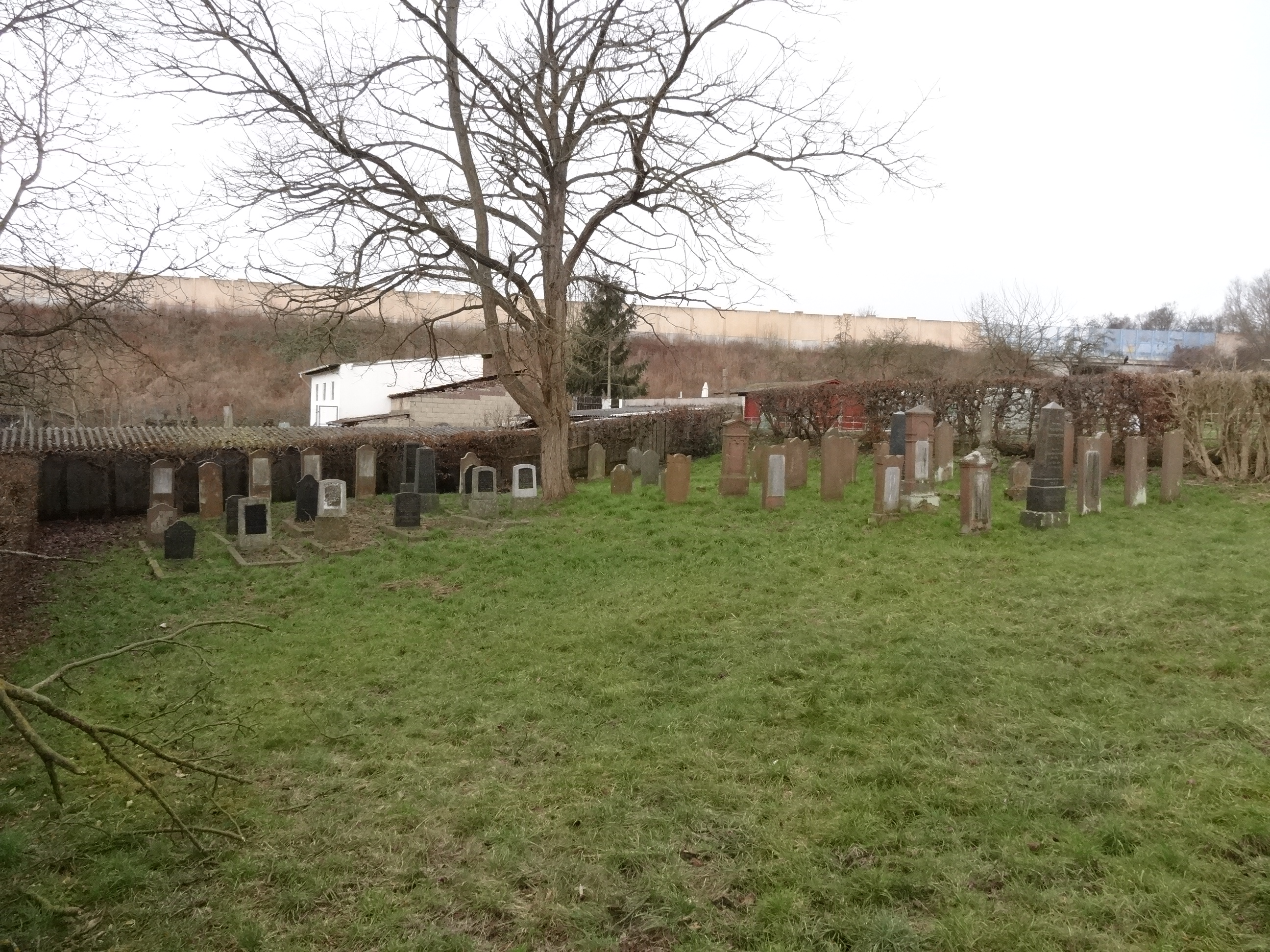
Friedhofsfläche

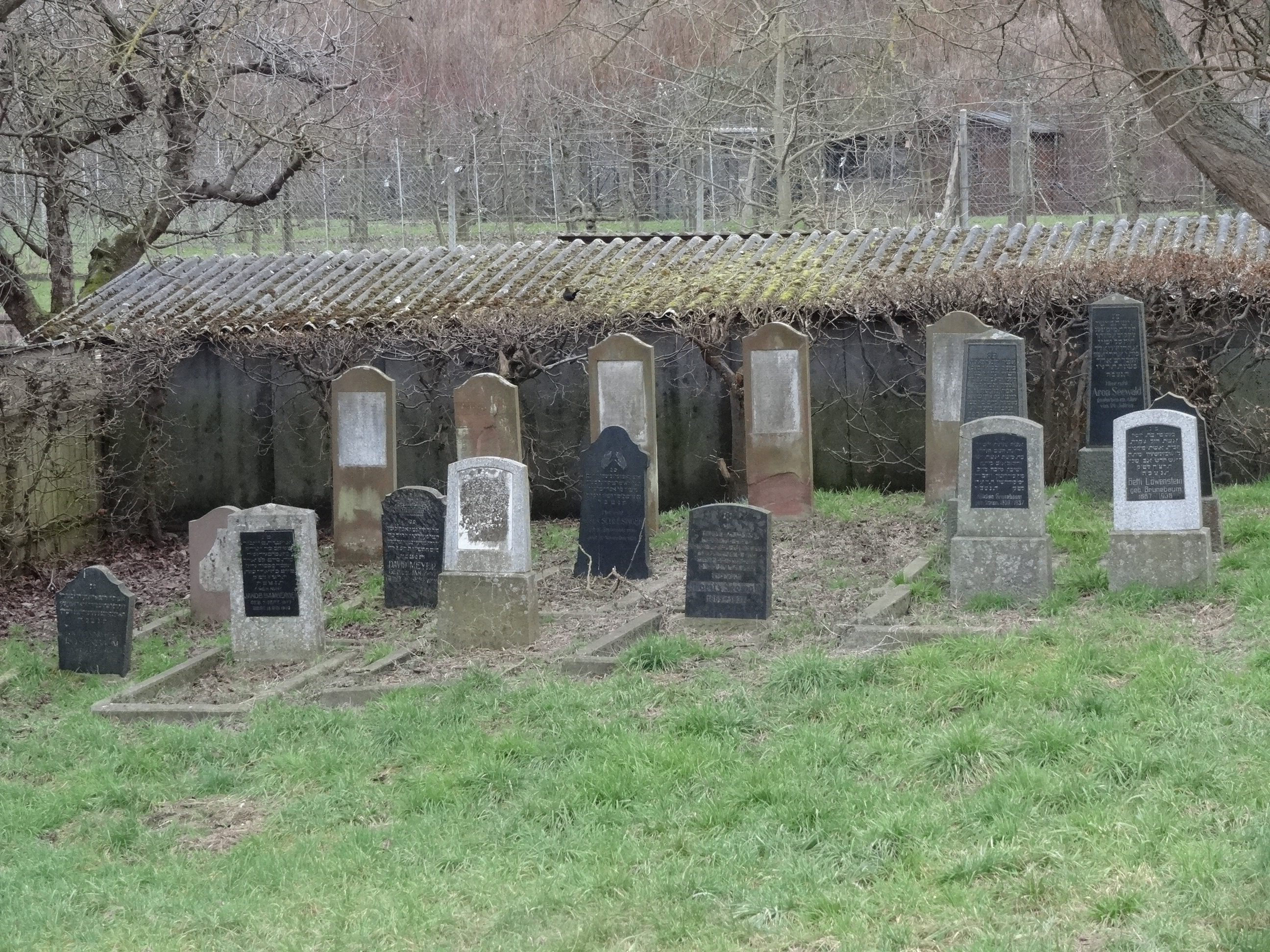
Grabsteinreihung

Der jüdische Friedhof Gambach ist ein Friedhof im Ortsteil Gambach der Stadt Münzenberg im Wetteraukreis in Hessen.

## Beschreibung
Der jüdische Friedhof Gambach wurde um das Jahr 1800 angelegt. Er liegt am nordwestlichen Ortsrand an der Landesstraße L 3132, etwa 200 Meter nördlich des allgemeinen, christlichen Friedhofes und ist mit Hecken an den Außenseiten umgeben. Unweit westlich verläuft die A 5. Der Zugang zum Friedhof ist durch ein Tor aus Metall im Bereich an der Holzheimer Straße möglich. In diesem Bereich ist ein Zaun aus Holz zur Abgrenzung der Friedhofsfläche errichtet. Auf dem Friedhof sind in einem guten Erhaltungszustand etwa 100 Grabsteine bestehen geblieben.
Die Friedhofsfläche umfasst 5,07 Ar und ist im Denkmalverzeichnis des Landesamts für Denkmalpflege Hessen als Kulturdenkmal aus geschichtlichen Gründen eingetragen.